# Kontraktionsavbildning
Kontraktionsavbildning, inom matematiken en avbildning där avståndet mellan två punkter före avbildningen är större än avståndet mellan dem efter avbildningen. Avbildningarna aktualiserades i slutet av 1980-talet, speciellt i form av itererande funktionssystem, eftersom de kan representera bilder med naturliga utseenden.

## Definition
En avbildning {\displaystyle f:X\rightarrow X} kallas för kontraktionsavbildning för det metriska rummet {\displaystyle X} med metriken {\displaystyle d}, om för alla {\displaystyle x,y\in X},
{\displaystyle d(f(x),f(y))\leq k\cdot d(x,y)}
för en reell konstant  {\displaystyle 0<k<1}.
Man kan definiera en kontraktionsavbildning mellan två olika metriska rum, {\displaystyle (X,d_{X})} och {\displaystyle (Y,d_{Y})}, som en avbildning {\displaystyle f:X\to Y} där det finns ett k, {\displaystyle 0<k<1}, så att för alla {\displaystyle x_{1},x_{2}} i X:
{\displaystyle d_{Y}(f(x_{1}),f(x_{2}))\leq kd_{X}(x_{1},x_{2})}

## Egenskaper
Varje kontraktionsavbildning är Lipschitzkontinuerlig och därmed även likformigt kontinuerlig.
En viktig egenskap för kontraktionsavbildningar är att det finns exakt en punkt {\displaystyle x_{f}} som är invariant under avbildning {\displaystyle f(x_{f})=x_{f}}. Givet en avbildning {\displaystyle f}, så kommer alla punkter att transformeras till denna punkt (Banachs fixpunktssats) Detta betyder att om punkten {\displaystyle x_{f}} representerar en av alla möjliga bilder i "bildmängden" {\displaystyle X}, finns det en avbildning {\displaystyle f(x)} som kan representera bilden. Problemet är då att finna den rätta kontraktionsavbildningen som kan reproducera bilden.